# Sony Xperia Tablet S
Xperia Tablet S – tablet produkowanym przez firmę Sony. Urządzenie zostało oficjalnie zaprezentowane na Międzynarodowych Targach Elektroniki Użytkowej (IFA) w Berlinie w 2012 roku.
Nazwa pochodzi od angielskiego słowa experience (doświadczenie) i nawiązuje do rodziny urządzeń mobilnych pracujących pod kontrolą systemu operacyjnego Android. Tablet jest następcą modelu Sony Tablet S, który zapoczątkował serię tabletów projektowanych przez Sony.

## Opis i cechy
Koncepcja urządzenia opiera się na kształcie przypominającym zwiniętą gazetę. Ma to umożliwiać wygodne trzymanie tabletu w jednej dłoni zarówno w pionie jak i poziomie.
Według producenta jest odporny na zachlapania, co zwiększa jego atrybuty użytkowe, jako multimedialnego pomocnika w każdej sytuacja np. jako książkę kucharską. Tablet został również wyposażony w funkcję uniwersalnego pilota sprzętu RTV.

## Wersje
Tablet oferowany jest w trzech wariantach:
- WiFi 16 GB
- 3G 16 GB lub 32 GB